# Seznam televizních stanic na Slovensku
Toto je seznam televizních stanic na Slovensku.

## Celoplošné pozemně šířené

### Multiplex 1
- ČT1
- ČT2
- TV Lux HD
- Sport 2 HD
- JOJ Cinema HD
- JOJ Šport HD
- Dvojka HD
- RTVS Šport HD

### Multiplex 2
- TV JOJ
- JOJ Plus
- Sport 2
- JOJ WAU
- TA3 HD

### Multiplex 3
- Jednotka HD
- Dvojka
- Trojka
- RTVS Šport HD

### Multiplex 4
- Markíza HD
- Doma
- Dajto
- Markíza Krimi
- TV JOJ HD
- Jojko
- Prima Cool
- Prima Plus
- National Geographic Channel
- Nova Sport 1 HD
- Sport 1
- AMC
- Viasat Explore
- Viasat History
- Viasat Nature
- Minimax
- Eroxxx
- MTV 00s
- Senzi